# A11 (Italië)
De Autostrada A11 (Autostrada Firenze-Mare) is een Italiaanse snelweg die de steden Florence en Pisa verbindt. De snelweg 80 kilometer lang. Hij eindigt ten noorden van de stad Pisa bij de aansluiting Pisa Nord van de A12. Vanaf Lucca is er een verbindingsweg naar de A12 in noordelijke richting: de Bretella A11/A12 . Een ander nummer voor deze snelweg is E76.
Een alternatief voor doorgaand verkeer tussen Florence en Pisa is de Strada di grande comunicazione Firenze-Pisa-Livorno, een 2*2-strooks superstrada. Deze weg heeft echter een bochtiger tracé en een lagere maximumsnelheid van 90 km/h.